# بازی‌های آسیایی ۱۹۷۴
بازی‌های آسیایی ۱۹۷۴ هفتمین دورهٔ بازی‌های آسیایی بود که از ۱ تا ۱۶ سپتامبر ۱۹۷۴ (۱۰ تا ۲۵ شهریور ۱۳۵۳ خورشیدی) در تهران، ایران برگزار شد. این برای نخستین بار بود که بازی‌های آسیایی در خاورمیانه برگزار می‌شد. مجموعهٔ ورزشی آریامهر تهران میزبان اصلی این بازی‌ها بود. این مجموعه و همین‌طور ورزشگاه فرح برای این بازی‌ها ساخته شدند. تهران میزبان ۳٬۰۱۰ ورزشکار از ۲۵ کشور بود که بیشترین شمار شرکت‌کنندگان از آغاز برگزاری بازی‌های آسیایی تا آن دوره بود.
در این دوره، از فناوری‌های پیشرفته‌ای مانند پیست مصنوعی و دوربین‌های فتوفینیش استفاده شد ؛ همچنین در بازیهای آسیایی ۱۹۷۴ رشته های شمشیر بازی ژیمناستیک هنری) و بسکتبال زنان برای نخستین بار در تاریخ وارد بازیها شدند . اغلب کارشناسان بین المللی از این دوره به عنوان باشکوه‌ترین مسابقات المپیکی قاره ای برگزار شده تا زمان المپیک ۱۹۸۸ سئول نام برده‌اند. ویژگی دیگر این دوره از بازی‌ها سطح بالای امنیتی آن به‌خاطر وقوع حادثه المپیک مونیخ ۱۹۷۲ و حضور اسرائیل در این دوره از بازی‌ها بود. در این دوره ۲۰۲ مدال طلا در ۱۶ رشته ورزشی توزیع شد که ایران، میزبان بازی‌ها با ۳۶ مدال طلا پس از ژاپن و بالاتر از چین، به مقام دوم رسید.میزبانی با کیفیت ایران ، کمیته بین المللی المپیک را ترغیب کرد تا تهران را به عنوان میزبان بازی های المپیک تابستانی ۱۹۸۴ انتخاب کند؛ هر چند با رخدادهای منجر به انقلاب ۱۳۵۷ ، میزبانی به لس آنجلس رسید‌.

## تاریخچه
از بازی‌های آسیایی ۱۹۶۲، بازی‌ها با چندین بحران مواجه شد. نخست، کشور میزبان، اندونزی، به دلیل مسائل سیاسی و مذهبی، از شرکت دادن اسرائیل و جمهوری چین در بازی‌ها خودداری کرد. در نتیجه، کمیته بین‌المللی المپیک (IOC)، حمایت مالی خود را از این بازی‌ها متوقف کرد و اندونزی را از عضویت در IOC کنار گذاشت. همچنین کنفدراسیون فوتبال آسیا (AFC)، اتحادیه بین‌المللی فدراسیون‌های دو و میدانی (IAAF) و فدراسیون بین‌المللی وزنه‌برداری (IWF)، دیگر این بازی‌ها را به رسمیت نشناختند.

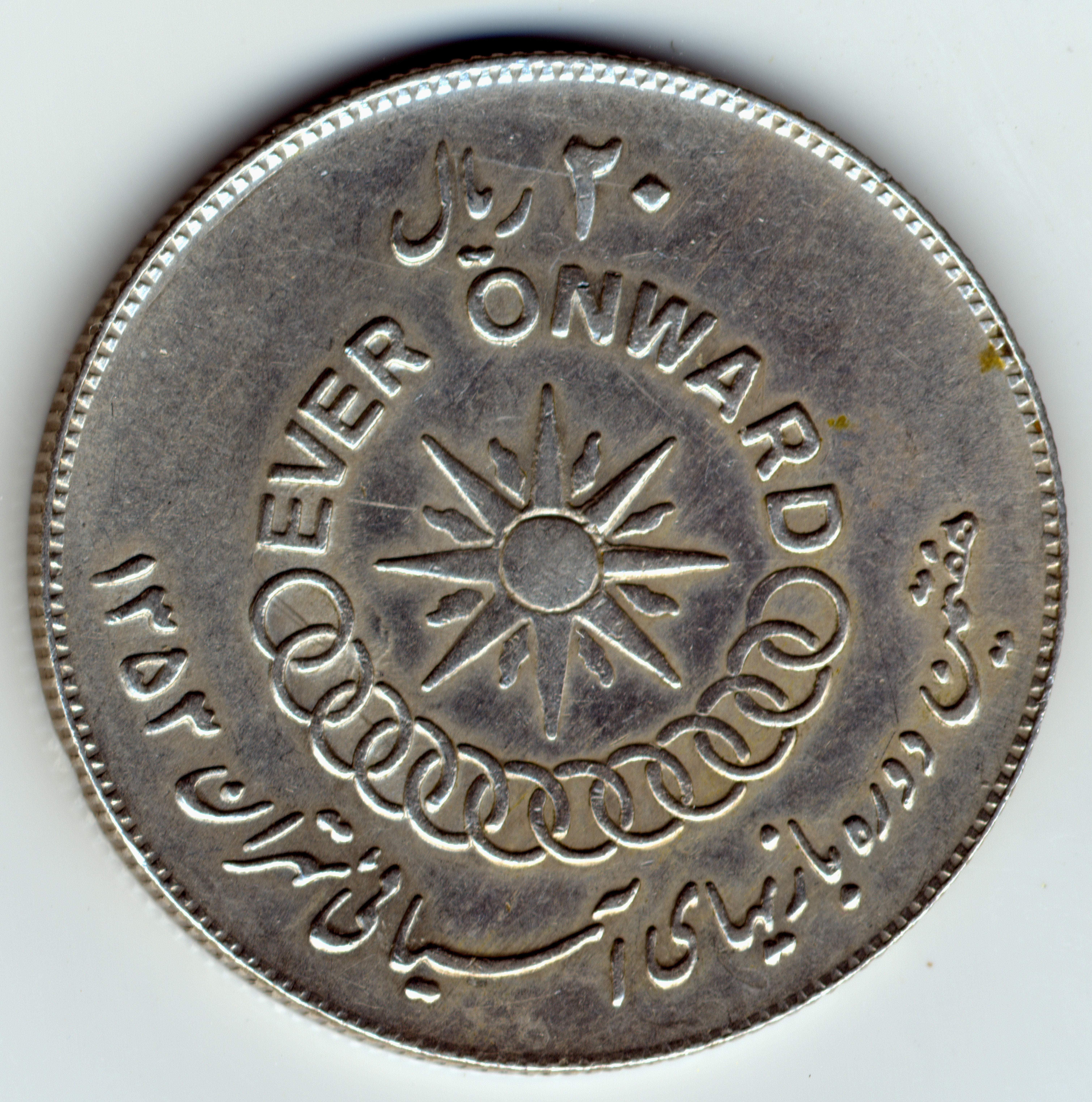
پشت سکه ۲۰ ریالی به مناسبت یادبود بازی‌های آسیایی تهران ۱۹۷۴

در سال ۱۹۷۰، کره‌جنوبی به دلیل بحران امنیت ملی، برنامه خود برای میزبانی بازی‌ها را کنار گذاشت. با این حال، دلیل اصلی، بحران مالی این کشور بود که باعث شد تایلند، میزبان دوره قبلی این بازی‌ها، با استفاده از وجوه واریزشده از طرف کره‌جنوبی، برای برگزاری مجدد بازی‌ها در شهر بانکوک، اقدام کند. پیش از بازی‌ها، از ژاپن خواسته شد که میزبان بازی‌ها باشد، اما این کشور به دلیل برگزاری "نمایشگاه اکسپو ۷۰" در اوساکا، میزبانی این دوره را نپذیرفت.
همچنین در این نسخه از بازی‌ها، برای نخستین بار، بازی‌ها از تلویزیون به سراسر جهان پخش شد.
این اولین حضور جمهوری خلق چین بود که با تلاش های فرح پهلوی ، شهبانو ایران میسر شد. کاروان جمهوری خلق چین با ۲۷۴ ورزشکار و در ۱۴ رشته به تهران سفر کردند.

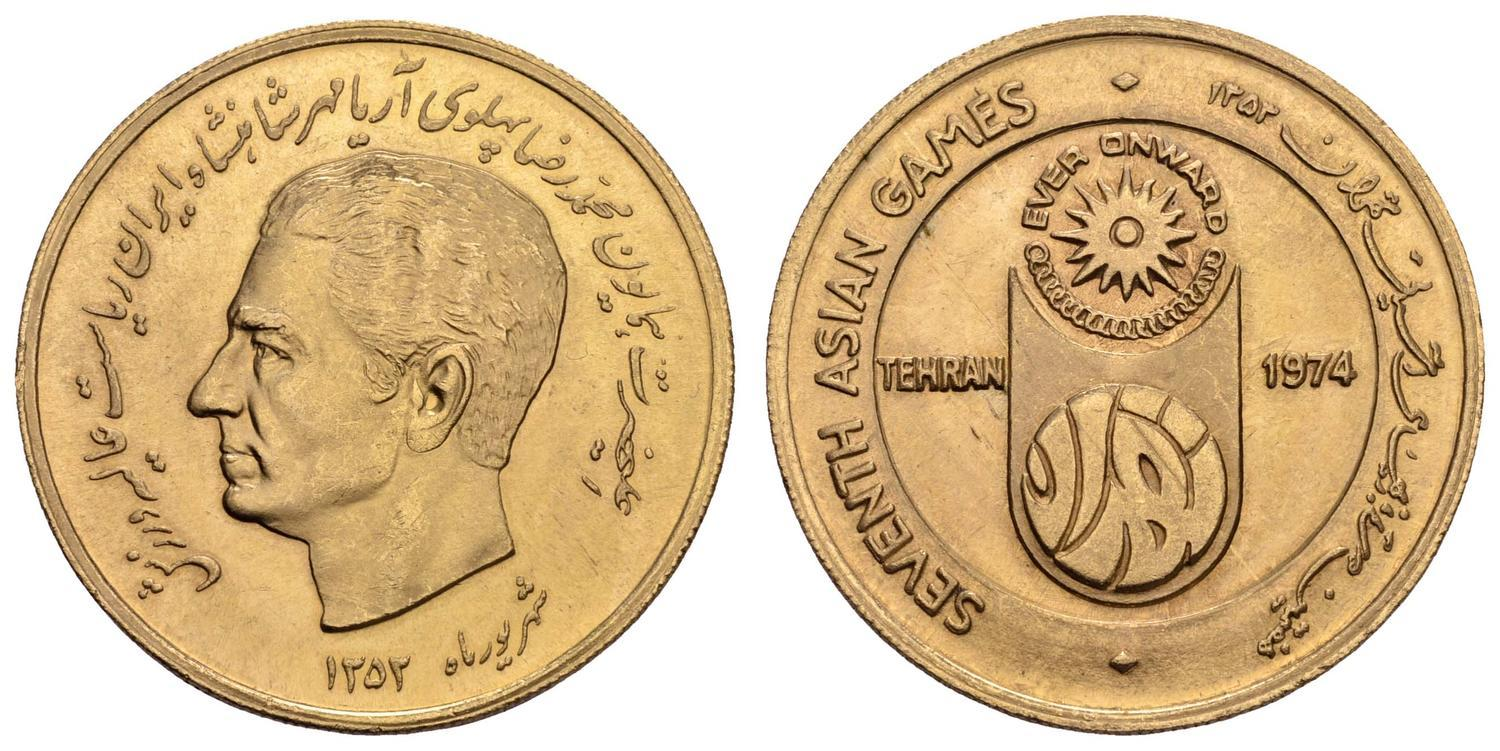
مدال طلای یادبود هفتمین دوره بازی‌های آسیایی با وزن ۳۳ گرم؛ تهران - ۱۳۵۳ خورشیدی

## انتخاب میزبان

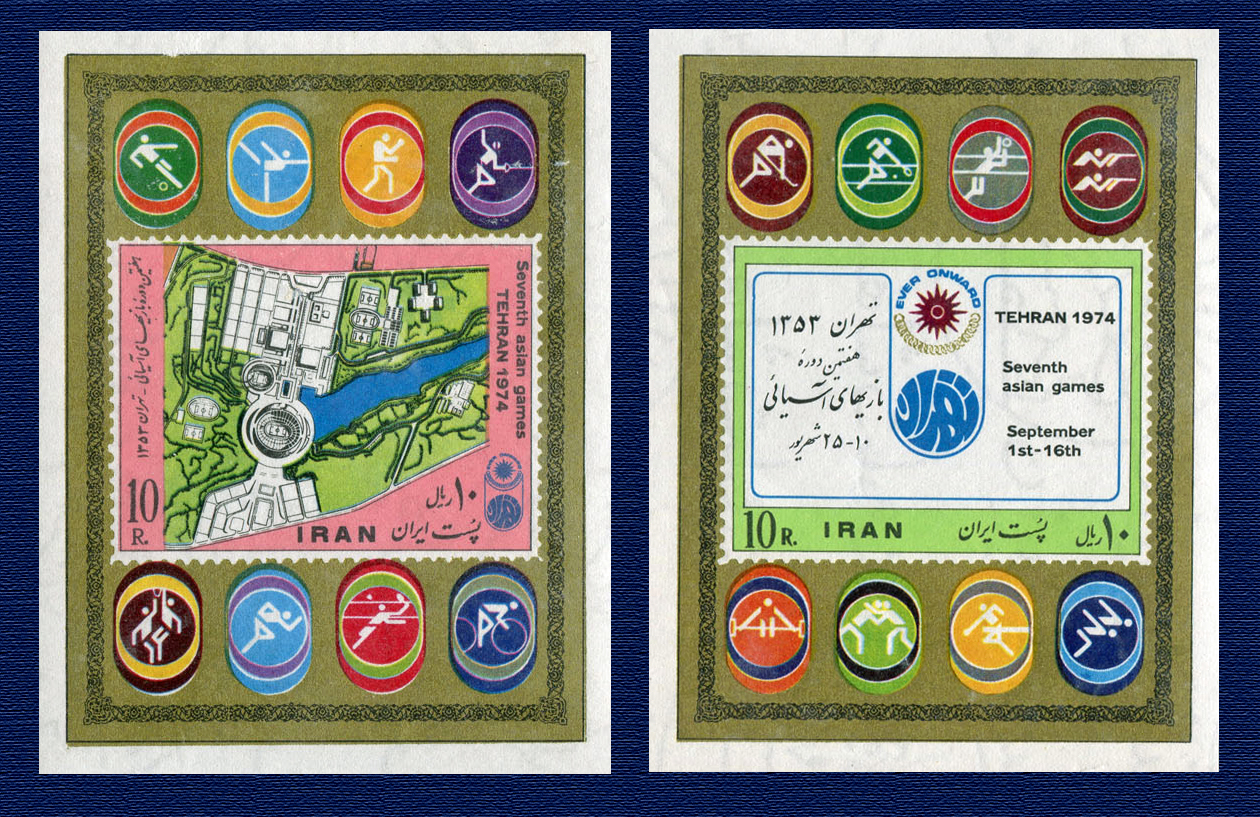
تمبر پست ایران برای یادبود بازی‌های آسیایی ۱۹۷۴

در ۱۱ و ۱۲ ژانویه ۱۹۶۸، نشستی بین نمایندگان ۹ کمیته ملی المپیک آسیا در بانکوک برگزار شد. در این نشست، کلیات و چارچوب نشست دیگری که در ۱ سپتامبر ۱۹۷۰ و در جریان بازی‌های آسیایی بانکوک قرار بود برگزار شود، مشخص شد. در این نشست، تهران پس از شکست دادن شهرهای کویت و تل‌آویو به عنوان شهر میزبان انتخاب شد.
| نتایج رأی‌گیری برای انتخاب میزبان بازی‌های آسیایی ۱۹۷۴ | نتایج رأی‌گیری برای انتخاب میزبان بازی‌های آسیایی ۱۹۷۴ | نتایج رأی‌گیری برای انتخاب میزبان بازی‌های آسیایی ۱۹۷۴ | نتایج رأی‌گیری برای انتخاب میزبان بازی‌های آسیایی ۱۹۷۴ |
| شهر                                                  | کمیته ملی المپیک                                     | دور نخست                                             | دور دوم                                              |
| ---------------------------------------------------- | ---------------------------------------------------- | ---------------------------------------------------- | ---------------------------------------------------- |
| تهران                                                | ایران                                                | ۱۹                                                   | ۲۵                                                   |
| کویت                                                 | کویت                                                 | ۱۲                                                   | ۹                                                    |
| تل‌آویو                                               | اسرائیل                                              | ۲                                                    | −                                                    |

## سازماندهی
سازماندهی و مسئولیت برگزاری هفتمین دورهٔ بازی‌های آسیایی به یک کمیتهٔ اجرایی ویژه سپرده شد که ریاست آن برعهدهٔ امیرعباس هویدا، نخست‌وزیر وقت ایران بود.
امیرعباس هویدا تأثیر به‌سزایی در برگزاری بازی‌های بسکتبال زنان، به عنوان نخستین رقابت زنان آسیایی در رشتهٔ بسکتبال ایفا کرد.

## ورزشگاه‌ها

مجموعه ورزشی گسترده آریامهر (آزادی کنونی) میزبان بازی‌های آسیایی ۱۹۷۴ بود.

برای برگزاری هفتمین دوره بازی‌های آسیایی، تأسیسات و تجهیزات بزرگی در شمال غرب تهران بنا شد از جمله مجموعه ورزشی آریامهر که استادیوم اصلی این بازی‌ها بود و در آن زمان یکی از بزرگترین استادیوم‌های ورزش جهان به حساب می‌آمد. همچنین دهکده ویژه ورزشکاران با گنجایش بیش از ۳ هزار نفر در نزدیکی این استادیوم بنا شد. در مجموع ۲۳۶۳ ورزشکار از ۲۵ کشور در ۱۶ رشته ورزشی و برای مدت دو هفته این رویداد بزرگ را برگزار کردند.
مجموعه ورزشی آریامهر، محل اصلی برگزاری بازی‌های آسیایی ۱۹۷۴ بود.
این ورزشگاه توسط عبدالعزیز فرمانفرمائیان طراحی شده و ساخت کامل آن در ۱ آوریل ۱۹۷۱ به پایان رسید. نام آریامهر که لقب محمدرضا شاه پهلوی، پادشاه وقت ایران بود، برای این ورزشگاه انتخاب شد.
- مجموعه ورزشی آریامهر - ورزش‌های آبی، دو و میدانی، بسکتبال، دوچرخه‌سواری، شمشیربازی، ژیمناستیک، هاکی روی چمن، فوتبال، والیبال، تیراندازی، تنیس روی میز، وزنه‌برداری و کشتی
- ورزشگاه اکباتان - فوتبال
- ورزشگاه شهبانو فرح پهلوی - فوتبال
- مجموعه ورزشی امجدیه - بدمینتون و فوتبال
- ورزشگاه محمدرضا شاه - بوکس
- باشگاه شاهنشاهی - تیراندازی
- ورزشگاه آپادانا - فوتبال
- ورزشگاه تختی-فوتبال و دو و میدانی
- سالن ورزشی بولینگ عبده-بولینگ

## مراسم افتتاحیه

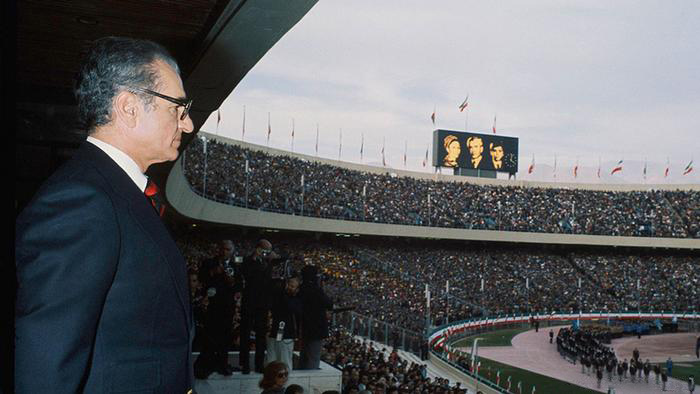
محمدرضا پهلوی افتتاح‌کنندهٔ بازی‌های آسیایی ۱۹۷۴ بود.

در ۱ سپتامبر ۱۹۷۴، هفتمین دوره از بازی‌های آسیایی به‌طور رسمی افتتاح شد. لیست مهمانان شامل: شاهنشاه ایران، محمدرضا پهلوی؛ نخست‌وزیر وقت ایران، امیرعباس هویدا؛ اعضای کابینه دولت ایران؛ رئیس‌جمهور اسرائیل، افرائیم کاتزیر؛ رئیس‌جمهور کره‌جنوبی، پارک چونگ هی؛ پادشاه تایلند، بومیپول آدولیاده؛ هیئت‌های دیپلماتیک کشورهای مختلف و نمایندگان کمیته‌های ملی المپیک کشورهای شرکت کننده آسیایی بود. ورزشگاه آریامهر، هنگام برگزاری مراسم افتتاحیه، مملو از ۱۰۰٬۰۰۰ تماشاگر بود. پس از سخنان رئیس هندی فدراسیون بازی‌های آسیایی، یاداویندرا سینگ، محمدرضا شاه به‌طور رسمی این بازی‌ها را افتتاح کرد.
بازی‌های آسیایی ۱۹۷۴ تهران یکی از مدرن‌ترین عرصه‌های اجتماعی در دنیا بود و برخی اعتقاد داشتند افتتاحیهٔ این رویداد از المپیک مونیخ هم بهتر بوده است.
حضور مقامات کمیته بین‌المللی المپیک، شورای فدراسیون بازیهای آسیایی، رسانه‌های گروهی کشورهای مختلف و مقامات کشورمان در جریان بازی‌های آسیایی تهران به اعتبار این بازی‌ها که برای نخستین بار در منطقه غرب آسیا برگزار می‌شد، بیش از پیش افزود. در مجموع و در پی توفیقات کسب شده، توجه جهان ورزش به این رویداد و میزبانی ایران جلب شد آنگونه که بعد از این بازی‌ها ایران متقاضی برگزاری بازی‌های المپیک در سال ۱۹۸۴ شد.

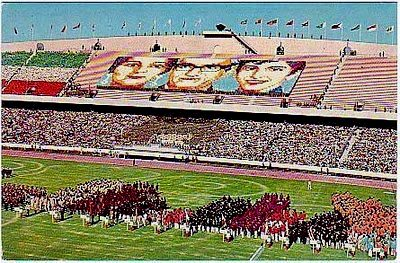
گوشه‌ای از آیین گشایش رسمی بازی‌های آسیایی تهران در ورزشگاه آریامهر

## کشورهای شرکت‌کننده
در نشست فدراسیون بازی‌های آسیایی که ده ماه پیش از بازی‌ها برگزار شد، تصمیم گرفته شد که جمهوری چین (تایوان) از بازی‌ها اخراج شود و به جمهوری خلق چین اجازه حضور در بازی‌ها داده شود. همچنین علاوه بر چین، کشورهایی مانند عراق، مغولستان و کره‌شمالی هم نخستین حضور خود در بازی‌های آسیایی را تجربه کردند.
کشورهای عربی، پاکستان و کره‌شمالی از بازی با اسرائیل در تنیس، شمشیربازی، بسکتبال و فوتبال خودداری کردند. چین نیز با دسیسه ای با کشورهای عربی از برخی مسابقات مقابل ورزشکاران اسرائیل امتناع می ورزید. این آخرین باری بود که اسرائیل در بازی‌های آسیایی شرکت می کرد.
| - افغانستان (۱۰) - بحرین (۳۷) - میانمار (۴۶) - چین (۲۶۹) - هنگ کنگ (۳۷) - هند (۱۲۵) - اندونزی (۴۱) - ایران (۴۰۰) - عراق (۱۱۷) | - اسرائیل (۷۸) - ژاپن (۲۹۱) - جمهوری خمر (۲۵) - کویت (۱۰۰) - لائوس (۴) - مالزی (۱۰۰) - مغولستان - نپال (۱۷) - کره شمالی (۱۶۲) | - پاکستان (۱۵۴) - فیلیپین - سنگاپور (۴۷) - کره جنوبی (۲۰۶) - ویتنام (۱۲) - سری‌لانکا (۲۹) - تایلند (۹۷) |

 عربستان سعودی نیز به این رقابت ها دعوت شده بود ولی به علت عدم آمادگی ورزشی و عدم وجود زیر ساختهای ورزشی مناسب در آن سالهای این کشور ، صرفا یک تیم آنالیز برای ورزشهای مختلف این مسابقات به تهران اعزام کرد.
 تایوان به دلایل سیاسی از رقابت ها اخراج شد.

## ورزش‌ها
رقابت‌های رشته‌های شمشیربازی و ژیمناستیک برای نخستین بار در بازی‌های آسیایی ۱۹۷۴ برگزار شد.
در این دوره، برای نخستین مرتبه رقابت‌های بسکتبال، علاوه بر بخش مردان، در بخش زنان هم برگزار شد.

### رشته‌های ورزشی
- دو و میدانی (۳۵) (جزئیات)
- بدمینتون (۷) (جزئیات)
- بسکتبال (۲) (جزئیات)
- بوکس (۱۱) (جزئیات)
- دوچرخه‌سواری  (۶) (جزئیات)
- شیرجه (۴) (جزئیات)
- شمشیربازی  (۸) (جزئیات)
- هاکی روی چمن  (۱) (جزئیات)
- فوتبال (۱) (جزئیات)
- ژیمناستیک (۱۴) (جزئیات)
- تیراندازی  (۲۲) (جزئیات)
- شنا  (۲۵) (جزئیات)
- تنیس روی میز  (۷) (جزئیات)
- تنیس (۷) (جزئیات)
- والیبال (۲) (جزئیات)
- واترپلو  (۱) (جزئیات)
- وزنه‌برداری  (۲۷) (جزئیات)
- کشتی (۲۰) (جزئیات)

## تقویم
| اف | مراسم افتتاحیه | ● | رویدادهای مقدماتی | ۱ | رویدادهای پایانی | اخ | مراسم اختتامیه |

| سپتامبر ۱۹۷۴      | دوم دو | سوم سه | چهارم چهار | پنجم پنج | ششم آدینه | هفتم شنبه | هشتم یک | نهم دو | دهم سه | یازدهم چهار | دوازدهم پنج | سیزدهم آدینه | چهاردهم شنبه | پانزدهم یک | نشان طلا |
| ----------------- | ------ | ------ | ---------- | -------- | --------- | --------- | ------- | ------ | ------ | ----------- | ----------- | ------------ | ------------ | ---------- | -------- |
| دو و میدانی       |        |        |            |          |           |           |         | ۳      | ۳      | ۳           | ۶           | ۶            | ۱            | ۱۳         | ۳۵       |
| بدمینتون          |        |        |            | ●        | ●         | ●         | ●       | ۲      | ●      | ●           | ●           | ●            | ۵            |            | ۷        |
| بسکتبال           | ●      | ●      | ●          | ●        | ●         | ●         | ●       | ●      | ●      | ●           | ●           | ●            | ۱            | ۱          | ۲        |
| بوکس              |        |        |            | ●        | ●         | ●         | ●       | ●      |        | ●           | ●           |              | ۱۱           |            | ۱۱       |
| دوچرخه‌سواری جاده  |        |        |            | ۱        |           |           |         |        |        |             |             |              | ۱            |            | ۲        |
| دوچرخه‌سواری پیست  |        |        |            |          |           | ۱         | ●       | ۱      | ●      | ۲           |             |              |              |            | ۴        |
| شیرجه             | ●      | ●      | ۱          | ۱        | ۱         | ۱         |         |        |        |             |             |              |              |            | ۴        |
| شمشیربازی         |        | ●      | ۱          | ۱        | ●         | ۱         | ۱       | ۱      | ۱      | ●           | ۱           | ۱            |              |            | ۸        |
| هاکی روی چمن      |        |        |            |          | ●         | ●         | ●       | ●      | ●      | ●           | ●           | ●            | ●            | ۱          | ۱        |
| فوتبال            | ●      | ●      | ●          | ●        | ●         | ●         |         | ●      | ●      | ●           | ●           | ●            | ●            | ۱          | ۱        |
| ژیمناستیک         | ●      | ۲      | ۱          | ۱        | ۱۰        |           |         |        |        |             |             |              |              |            | ۱۴       |
| تیراندازی         | ۲      | ۳      | ۵          | ۴        | ۵         | ۳         |         |        |        |             |             |              |              |            | ۲۲       |
| شنا               | ۴      | ۵      | ۴          | ۳        | ۴         | ۵         |         |        |        |             |             |              |              |            | ۲۵       |
| تنیس روی میز      |        |        |            |          |           |           | ●       | ●      | ●      | ۲           |             | ●            | ●            | ۵          | ۷        |
| تنیس              | ●      | ●      | ●          | ۱        | ●         | ●         | ●       | ●      | ●      | ۱           | ۳           | ۲            |              |            | ۷        |
| والیبال           | ●      | ●      | ●          | ●        | ●         | ●         | ●       | ●      | ●      | ●           | ●           |              | ۱            | ۱          | ۲        |
| واترپلو           | ●      | ●      | ●          | ●        | ●         | ۱         |         |        |        |             |             |              |              |            | ۱        |
| وزنه‌برداری        | ۶      | ۶      | ۶          | ۹        |           |           |         |        |        |             |             |              |              |            | ۲۷       |
| کشتی              |        |        |            |          |           |           | ●       | ●      | ۱۰     | ●           | ●           | ۱۰           |              |            | ۲۰       |
| مجموع نشان‌های طلا | ۱۲     | ۱۶     | ۱۸         | ۲۱       | ۲۰        | ۱۲        | ۱       | ۷      | ۱۴     | ۸           | ۱۰          | ۱۹           | ۲۰           | ۲۲         | ۲۰۰      |
| مراسم‌ها           | اف     |        |            |          |           |           |         |        |        |             |             |              |              | اخ         |          |
| سپتامبر ۱۹۷۴      | دوم دو | سوم سه | چهارم چهار | پنجم پنج | ششم آدینه | هفتم شنبه | هشتم یک | نهم دو | دهم سه | یازدهم چهار | دوازدهم پنج | سیزدهم آدینه | چهاردهم شنبه | پانزدهم یک | نشان طلا |

## جدول مدال‌ها
در این دوره، در مجموع ۲۰۰ مدال طلا توزیع شد. ۱۹ کشور موفق به کسب نشان و ۱۵ کشور موفق به کسب نشان طلا در این رقابت‌ها شدند. ژاپن برای هفتمین بار پیاپی موفق‌ترین کشور شرکت‌کننده در بازی‌های آسیایی شد و ۷۵ مدال طلا دریافت کرد. پادشاهی ایران با ۳۶ نشان طلا و جمهوری خلق چین با ۳۳ مدال طلا در رتبه‌های بعدی قرار گرفتند.کشورهای کره جنوبی ، کره شمالی و اسرائیل نیز رتبه های بعدی جدول مدالها را به خود اختصاص دادند
  *   کشور میزبان (ایران)
| رتبه            | کشور            | طلا | نقره | برنز | مجموع |
| --------------- | --------------- | --- | ---- | ---- | ----- |
| ۱               | ژاپن (JPN)      | ۷۵  | ۴۹   | ۵۱   | ۱۷۵   |
| ۲               | ایران (IRI)*    | ۳۶  | ۲۸   | ۱۷   | ۸۱    |
| ۳               | چین (CHN)       | ۳۳  | ۴۶   | ۲۷   | ۱۰۶   |
| ۴               | کره جنوبی (KOR) | ۱۶  | ۲۶   | ۱۵   | ۵۷    |
| ۵               | کره شمالی (PRK) | ۱۵  | ۱۴   | ۱۷   | ۴۶    |
| ۶               | اسرائیل (ISR)   | ۷   | ۴    | ۸    | ۱۹    |
| ۷               | هند (IND)       | ۴   | ۱۲   | ۱۲   | ۲۸    |
| ۸               | تایلند (THA)    | ۴   | ۲    | ۸    | ۱۴    |
| ۹               | اندونزی (INA)   | ۳   | ۴    | ۴    | ۱۱    |
| ۱۰              | مغولستان (MGL)  | ۲   | ۵    | ۸    | ۱۵    |
| ۱۱              | پاکستان (PAK)   | ۲   | ۰    | ۹    | ۱۱    |
| ۱۲              | سری‌لانکا (SRI)  | ۲   | ۰    | ۰    | ۲     |
| ۱۳              | سنگاپور (SGP)   | ۱   | ۳    | ۷    | ۱۱    |
| ۱۴              | میانمار (BIR)   | ۱   | ۲    | ۳    | ۶     |
| ۱۵              | عراق (IRQ)      | ۱   | ۰    | ۵    | ۶     |
| ۱۶              | فیلیپین (PHI)   | ۰   | ۲    | ۱۲   | ۱۴    |
| ۱۷              | مالزی (MAS)     | ۰   | ۱    | ۴    | ۵     |
| ۱۸              | کویت (KUW)      | ۰   | ۱    | ۰    | ۱     |
| ۱۹              | افغانستان (AFG) | ۰   | ۰    | ۱    | ۱     |
| مجموع (۱۹ کشور) | مجموع (۱۹ کشور) | ۲۰۲ | ۱۹۹  | ۲۰۸  | ۶۰۹   |

## مستند ها و برنامه ها
شبکه منوتو در چهل و پنحمین سالگرد برگزاری این رقابتها اقدام به ساخت مستند "به امید دیدار در تهران" برای این رقابتها کرد.